# فدریکو زوکاری
فدریکو زوکاری (ایتالیایی: Federico Zuccari؛ ۱۵۴۰–۱۵۴۱ – ۲۰ ژوئیه ۱۶۰۹) نقاش، و معمار اهل ایتالیا بود.

## نگارخانه

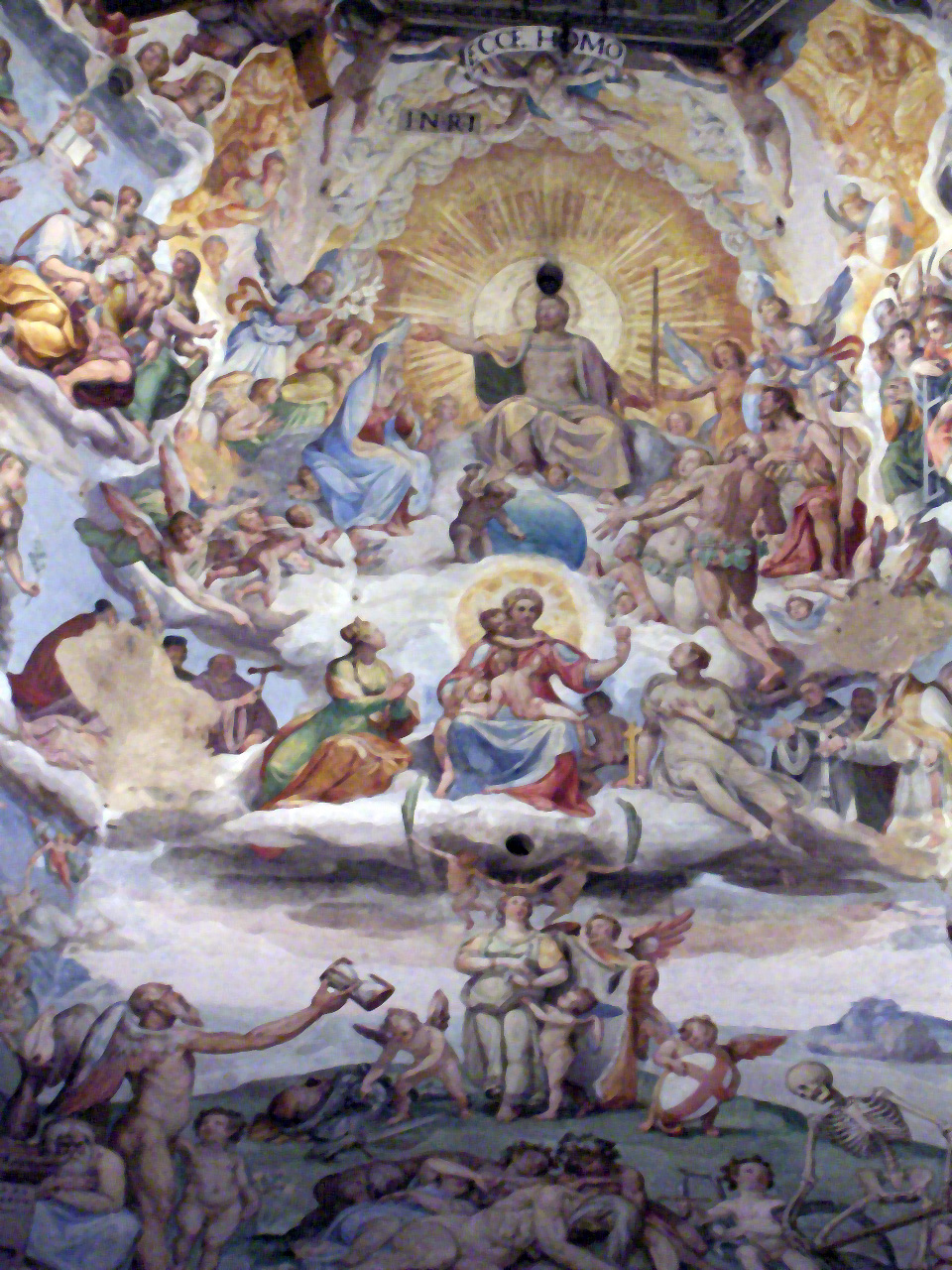